# Ciocănitoare de munte
Ciocănitoarea de munte sau ciocănitoarea cu trei degete (Picoides tridactylus) este o ciocănitoare de mărime medie, care se găsește din nordul Europei și din nordul Asiei până în Japonia. 

## Taxonomie
Ciocănitoarea de munte din Eurasia a fost descrisă oficial în 1758 de naturalistul suedez Carl Linnaeus în cea de-a zecea ediție a lucrării sale Systema Naturae. El a inventat numele binomial Picus tridactylus. Localitatea tip este Suedia. Epitetul specific provine din greaca veche tridaktulos, care înseamnă „cu trei degete” (tri- înseamnă „trei”, iar daktulos înseamnă „deget”). Specia este acum plasată în genul Picoides care a fost introdus de naturalistul francez Bernard Germain de Lacépède în 1799. Ciocănitoarea cu trei degete din Eurasia a fost considerată anterior conspecifică cu ciocănitoarea americană cu trei degete (Picoides dorsalis).
Sunt recunoscute opt subspecii:
- P. t. tridactylus (Linnaeus, 1758) – din nordul Europei până în sudul Munților Ural și în sud-estul Siberiei și nord-estul Chinei
- P. t. alpinus Brehm, CL, 1831 – Europa centrală și de sud-est până în vestul Ucrainei și în România
- P. t. crissoleucus (Reichenbach, 1854) – din nordul Munților Ural până în estul Siberiei
- P. t. albidior Stejneger, 1885 – Siberia de est și Peninsula Kamchatka
- P. t. tianschanicus Buturlin, 1907 – estul Kazahstanului și vestul Chinei
- P. t. kurodai Yamashina, 1930 – nord-estul Chinei și Coreea de Nord
- P. t. inouyei Yamashina, 1943 – Japonia (Hokkaido)
- P. t. funebris Verreaux, J, 1871 – China centrală

Subspecia P. t. funebris este uneori tratată ca o specie separată, ciocănitoarea cu corp întunecat.

## Galerie

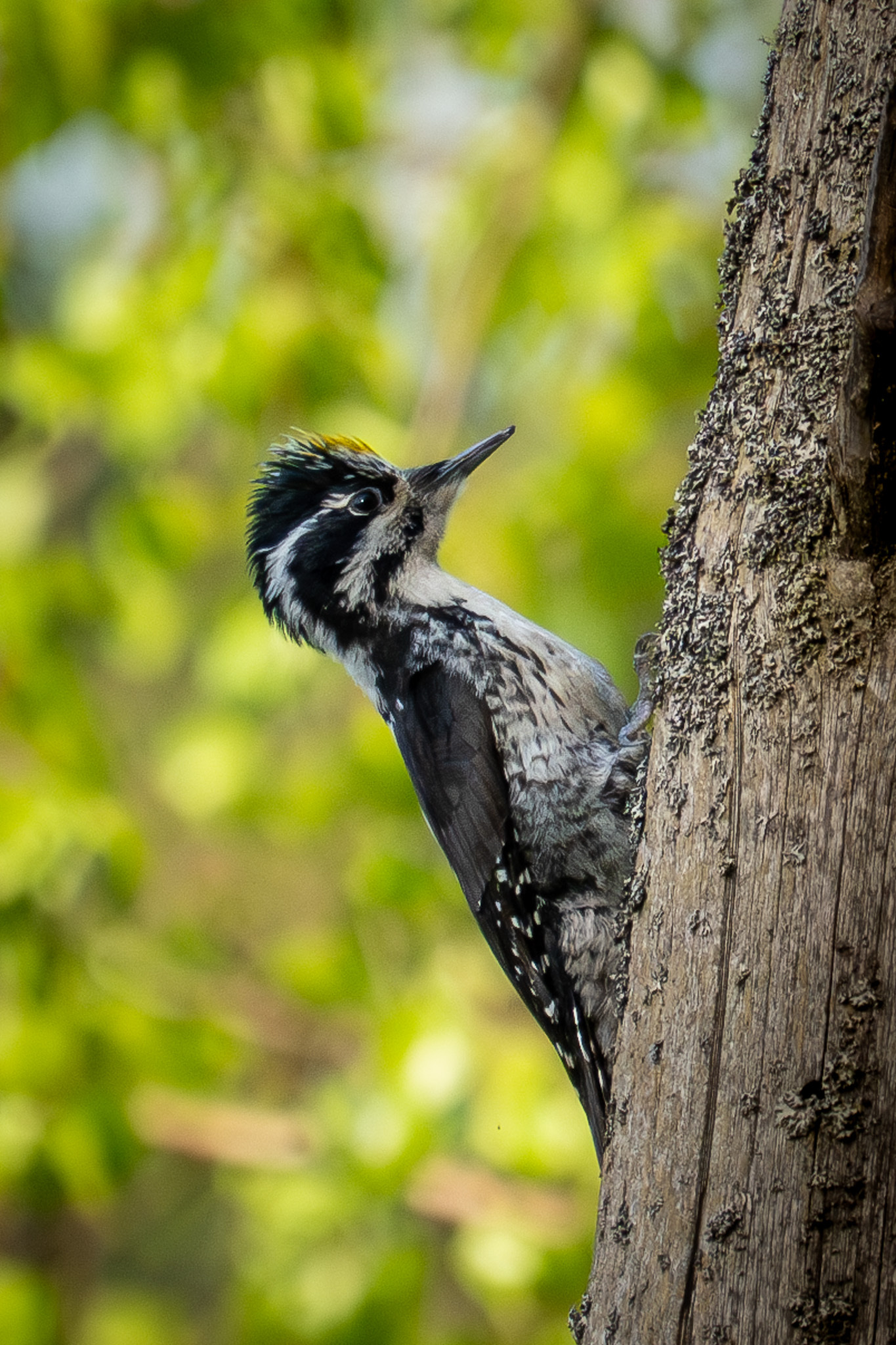
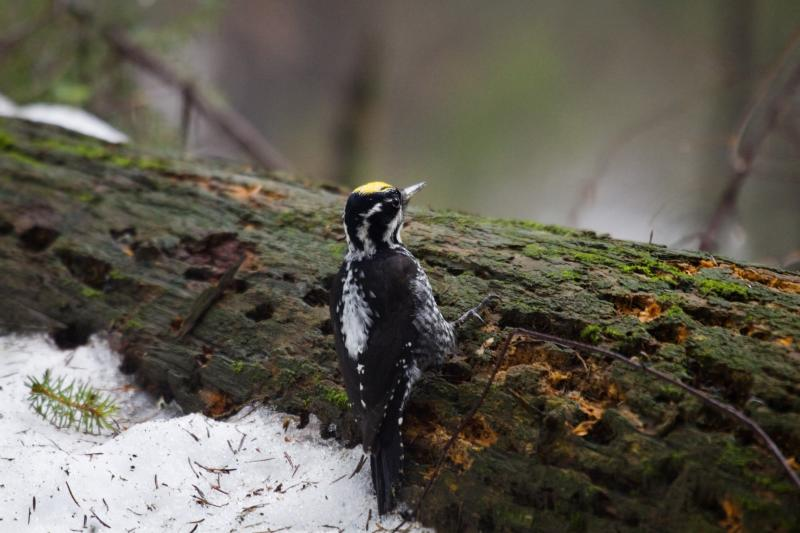
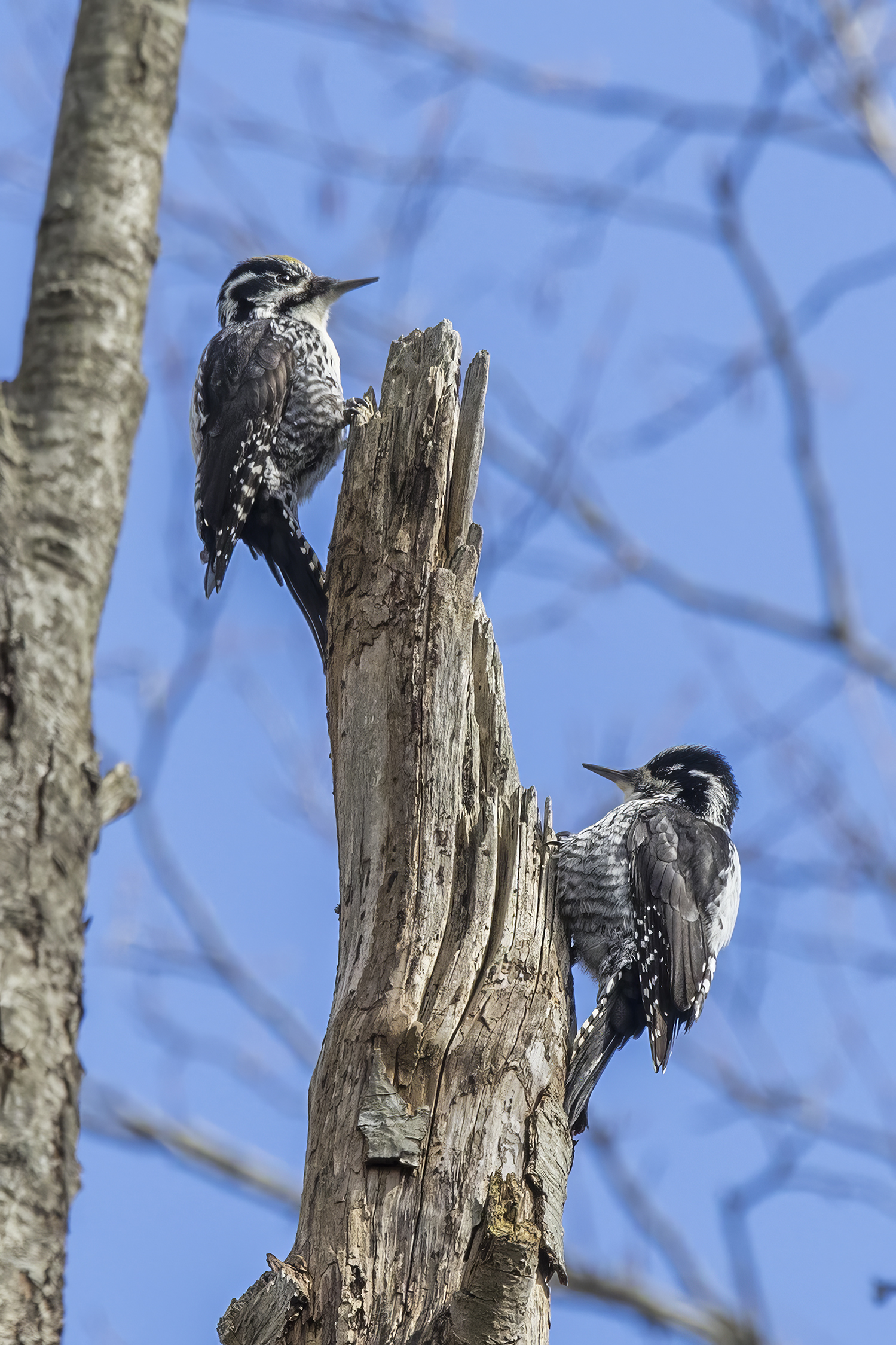
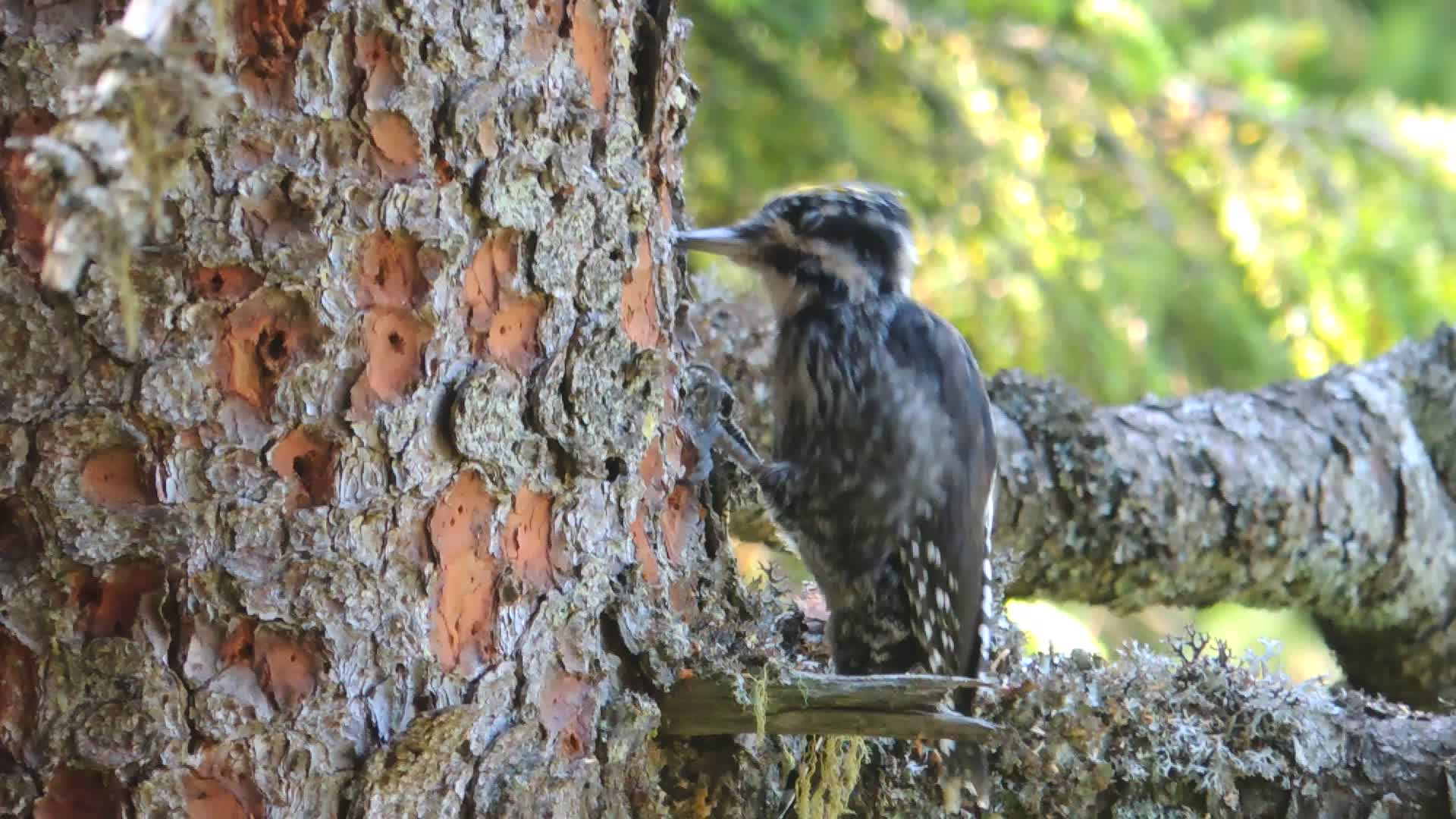